# Szent Mihály és Gábriel arkangyalok fatemplom (Oláhhorvát)
Az oláhhorváti Szent Mihály és Gábriel arkangyalok fatemplom műemlékké nyilvánított épület Romániában, Szilágy megyében. A romániai műemlékek jegyzékében az  SJ-II-m-A-05063 sorszámon szerepel.